# Pini (mitología)

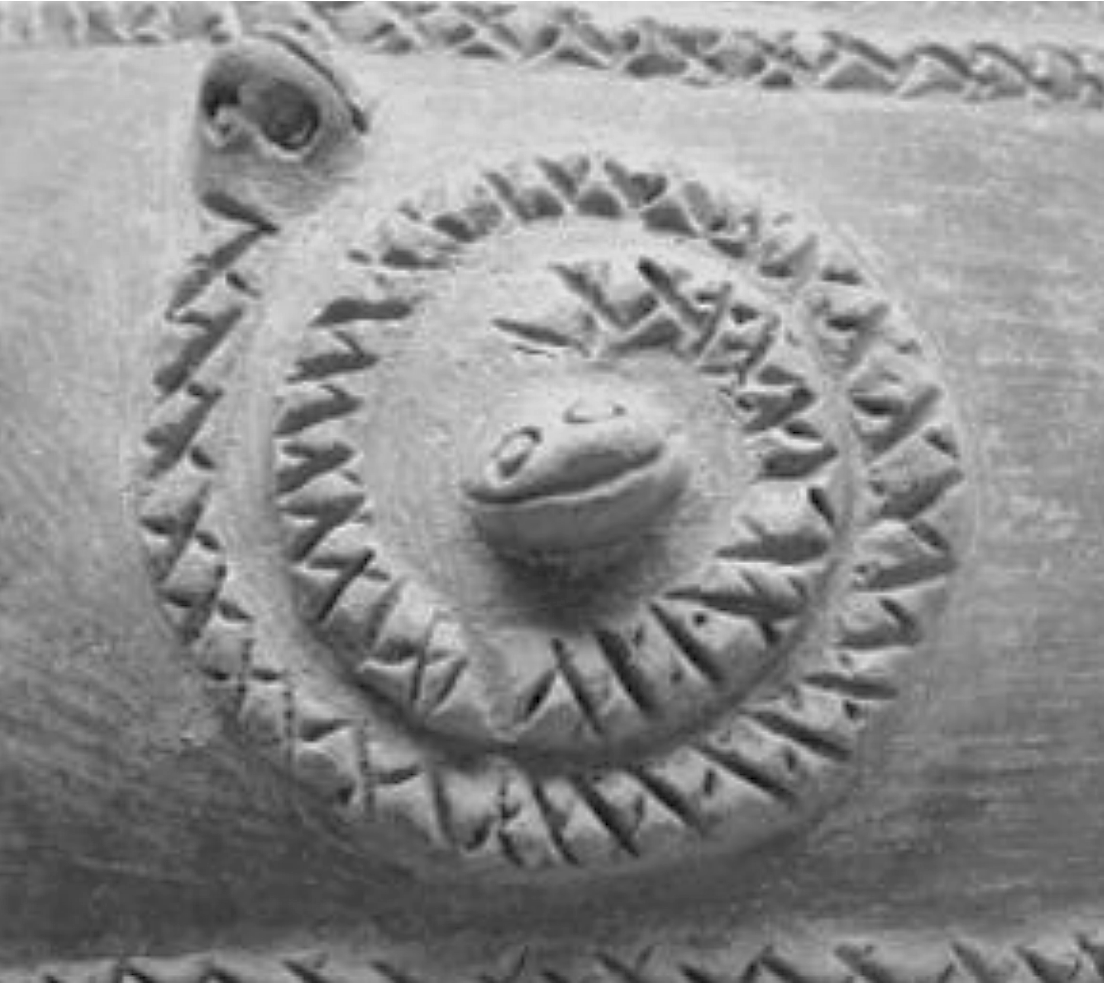
Representación de la serpiente en una Cocina de Brujo de la cultura Milagro Quevedo

Pini (conocido también como Piñi, Pipini o Pipiñi) es el nombre con el que se refiere a un pez-serpiente que forma parte de la mitología de Ecuador. Los mitos alrededor de Pini tienen muchas variantes pero siempre giran alrededor de una serpiente que habita un lugar acuoso, ya sea una poza, un río, una laguna o el mar. Es común encontrarlo en las culturas que hablaban lenguas barbacoanas como son los cayapas, los tsáchilas, los chonos, los caranquis, los quitus, y los puruhás; aunque también se encuentra en la mitología cañari y shuar. 

## Etimología
Pini etimológicamente viene de las lenguas barbacoanas y está compuesto por la palabra Pi, que significa agua y Ni que significa fuego. Por esta razón la ambivalencia de este ser mitológico y la conexión profunda con la ontología compartida por los pueblos que hablaban lenguas barbacoanas. Es común que cuando el mito se refiera a la lengua cayapa se reemplace la n por ñ, por lo que sería piñi. En variaciones además se suele enfatizar su carácter acuático llamándola pipiñi. La importancia de pini para estos pueblos se puede ver en la cantidad de palabras que existen para describir a las serpientes:
- hues'ó piní: serpiente berrugosa
- sayamá piní: boa
- uu piní: serpiente capitana
- nin fu piní: serpiente ciega
- huin piní: serpiente coral
- pápiní: serpiente chonta
- cha piní: serpiente equis
- pacó piní: serpiente matacaballo
- ohuendo piní: serpiente papagayo
- chi piní: serpiente terciopelo

### Penipe

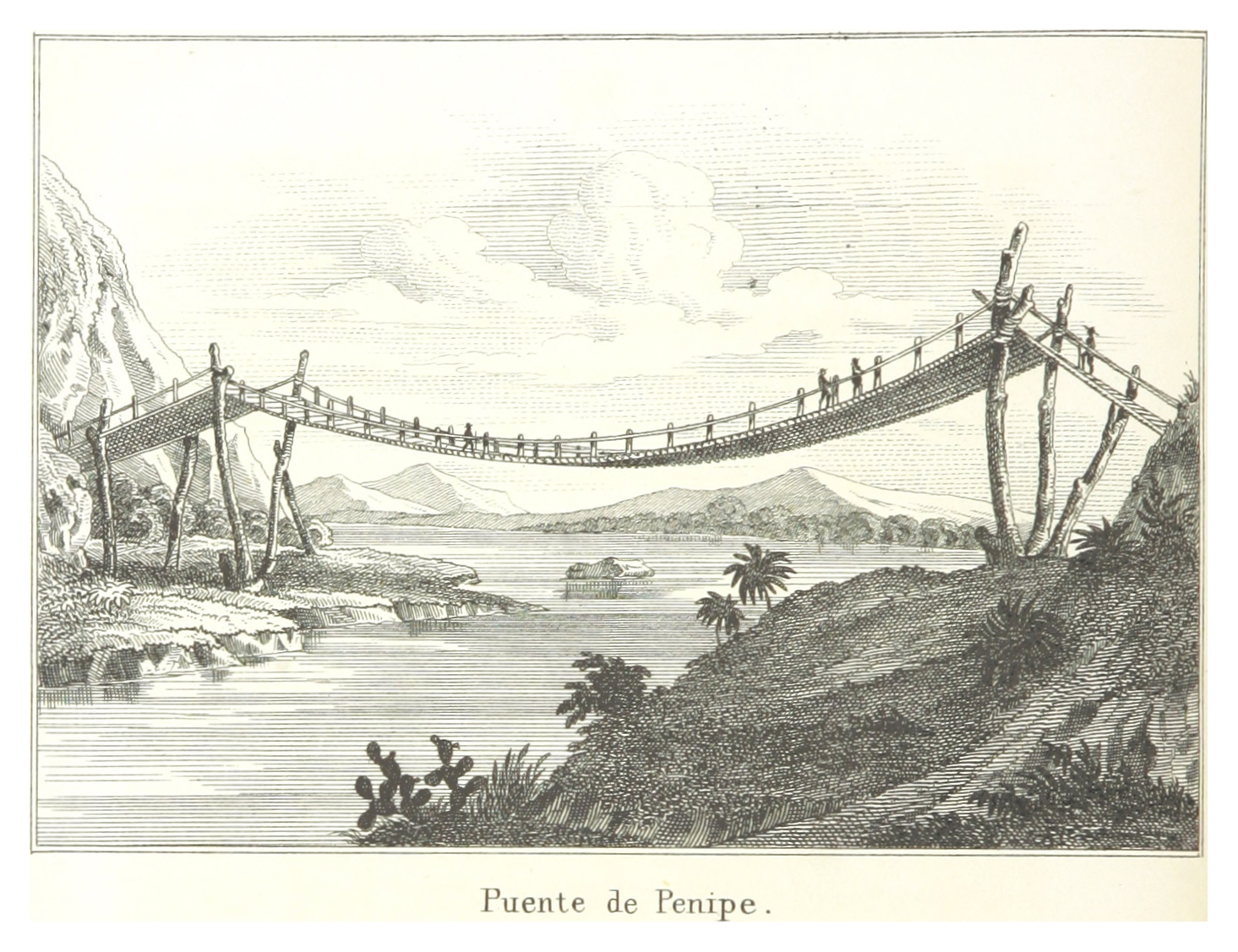
Puente de Penipe

En concreto un pueblo y cantón en Ecuador se llama Penipe que tendría su etimología en la palabra "pini pi" que significa donde el río serpentea. Esto está relacionado con los mitos en donde pini, la serpiente vomita agua e inunda el pueblo. En este sentido, los ríos que serpentean cuando tienen crecidas en época de lluvias pueden llegar a causar inundaciones. De aquí que se haya desarrollado esta relación entre el agua, la serpiente y la inundación. Penipe fue un lugar ocupado por pueblos aborígenes desde hace mucho tiempo y el puente construido sobre su río fue objeto de investigación histórica por mucho tiempo. El científico Manuel de Villavicencio retrataría este puente en su obra titulada Geografía de Ecuador.
Este puente además sería descrito por el cronista Pedro Cieza de León en 1553. Esta parte de la cordillera la llamarían “que llaman Urcolazo”, donde se encuentra el Capac Urco o Volcán El Altar. Esta localidad es descrita en 1604, como “San Francisco del Monte de Penipe”. Además en la “Descripción de los pueblos de la jurisdicción del corregimiento de la villa del Villa Don Pardo, en la provincia de los Purguayes” se habla del comercio y la necesidad de los habitantes de trasladar los productos al otro lado del río Grande o Chambo, por lo que Penipe “Tiene puente grande hecho de guascas (esto es de cordel), por donde lo pasan los indios porque ellos no lo pueden vadear”

## Mito
Existen muchas variantes del mito de Pini, y además menciones a él en otros mitos similares. En concreto la primera variación de Pini es la historia de como un joven la enfrentó porque no dejaba pasar un río. La segunda variación es como Pini habitaba el mar y al coletear creaba terremotos asustando a la población. Fue calmado por una mujer de quien se enamoraría. La tercera variación se encuentra en territorio Puruhuá, y se creía que la morada de "pini" estaba en las cuevas de "Pi-Elen" en Chimborazo, cerca de Guano.

### Pini, la mujer y el mar
En esta versión igualmente de la cultura cayapa, se vincula a Pini al agua pero en esta ocasión se encuentra en el mar y simboliza el castigo divino ante la avaricia del ser humano, al mandar terremotos causados por Pipiñi. Una mujer calmaría a la serpiente.

Un pez serpiente va atravesando el mar y se cree que sucede justo cuando la tierra va a temblar. Esto es causado porque el hombre abusa
en su ambición y su maldad. Pipiñi es un gran pez serpiente que habita el fondo del mar y que se pone a coletear, causando un gran terremoto. Fue enfrentado por una mujer que le encantaría con su belleza causando que Pipiñi salga del mar para enamorarla y se transformó en andar. Desde entonces se cuenta como una mujer calmo su fiera. La fuerza de Pipiñi, que tumba y que hace que la tierra tiemble.

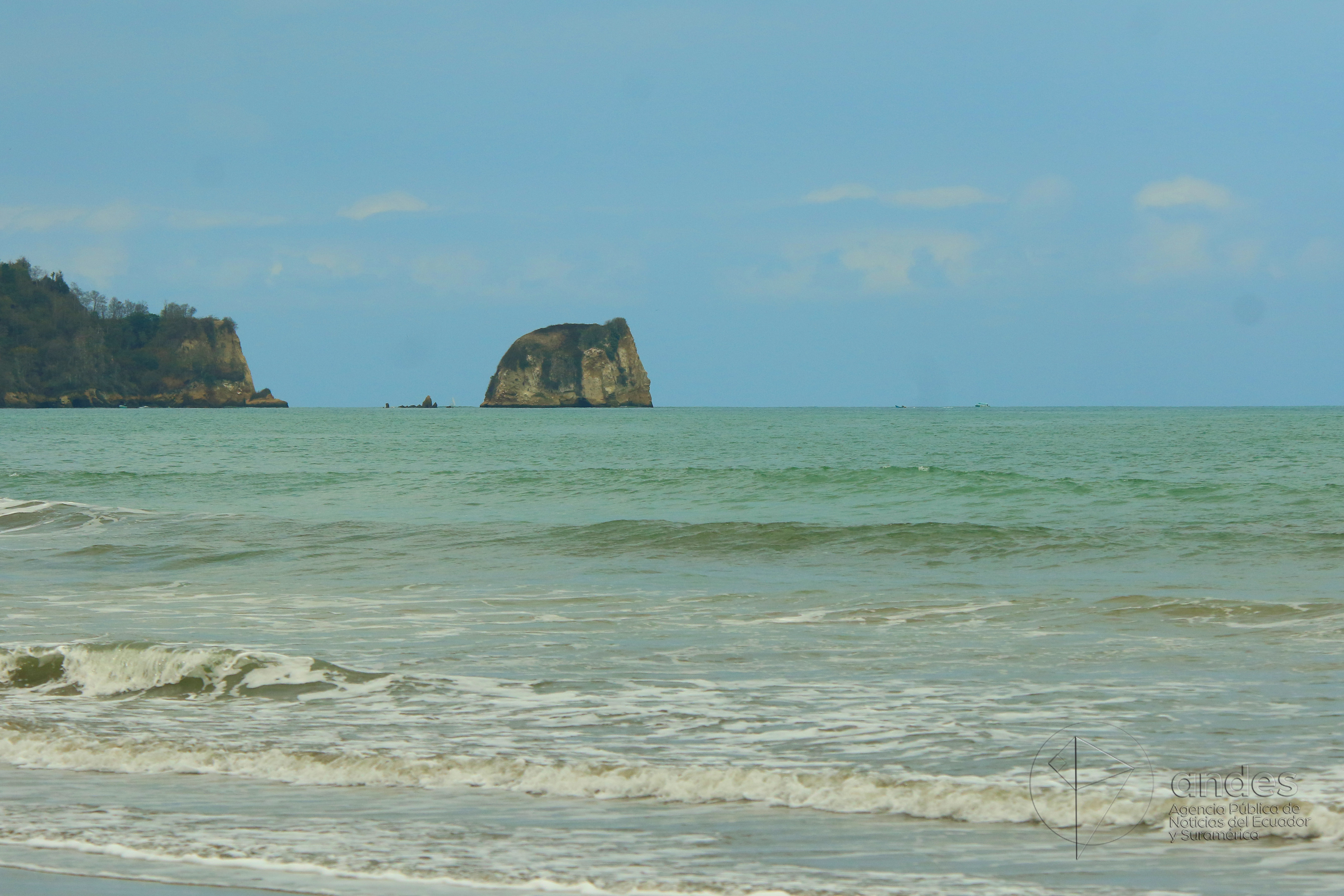
El mar en Esmeraldas

Al final la serpiente logró cumplir su deseo de convertirse en persona y casarse con la mujer. Era común escuchar en la comunidad historias de que el agua se desbordaba inundando todas las zonas bajas. Muchas veces era interpretado como un diluvio el hecho porque muchos animales, plantas y personas morían ahogadas. Toda la tierra se convertía en mar, no se veían árboles ni cerros. Existe una diferencia entre la serpiente Pini que vive en el mar y la que vive en el río. Se cree que Pini del mar no responde a la misma comunicación y solo hace caso a su mujer. Sin embargo cuando Pini del mar sí responde a los llamados puede crear subidas increíbles del mar, lo cual es peligroso para toda la comunidad. Por esta razón la mujer busca impedir que responda a los llamados porque ella cuida de la comunidad.

### Pini el monstruo del río

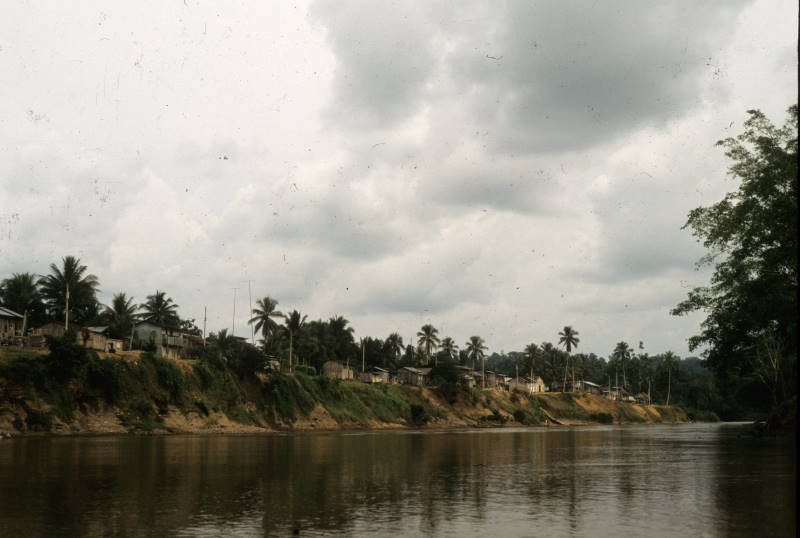
Río Cayapas

Otra versión de la serpiente mitológica Pini se trata del río y la comunidad. Suele estar localizado en el Río Santiago de Esmeraldas (no de la provincia de Morona Santiago), aunque también el mito suele estar relacionado con el Río Cayapas, lugar donde habita la cultura Chachi, antiguamente conocida como Cayapa. Esta versión del mito es una tradición guardada por el pueblo chachi y tiene lugar en su territorio donde Pini, o a veces llamado Pi pini, para dar énfasis a su carácter acuático ya que Pi en chaapalachi significa agua. Este monstruo no permitía el paso por el río lo que dificultaba la vida de toda la comunidad. Sin embargo habría un joven que se lo enfrentaría:
El mito en resumidas cuentas dice lo siguiente:

Pero si hubo alguien de quien no se mucho de él, pero se supone que es un hijo huérfano de los indios bravos que fueron aniquilado por los chachilla. Éste muchacho en su huida fue a parase en la casa de una chachi, se crio allí en el seno de esta familia, y que a los tiempos ya se les consideraba como papás. Cuando llegó era un niñito, se hizo adolescente y hasta que se hizo un hombre adulto. Un día llegó a enterarse de las conversaciones que hacían los chachilla de este peligroso lugar donde se encuentra el pez-serpiente. El muchacho prometió y dijo: yo si lo puedo matar a ese pipiñi (pez-serpiente), yo no tengo miedo en nada. Buscó una canoa y se sentó en la misma para poder navegar hacia allá, no sin antes haber preparado para llevar junto con él utencillos para hacer fuego que los llevaba en su bolsillo. A penas empezó a navegar pipiñi le atrapó y se lo tragó. En el vientre de este pez-serpiente, se dio cuenta que había mucho espacio, su corazón era gigante. Encontró palos, basuras, maderas, los recogió e hizo fogata en el lugar conveniente. También encontró a las personas que había sido primeras víctimas de este pez-serpiente, ellos apenas podían sentarse haciendo muchos esfuerzos y con las cabezas decaídas. Comenzó recoger palos que se encontraban por todos lados amontonando por debajo donde pendía el corazón de este animal, para hacer una fogata que emanaba grandes lenguas de fuego. Logró hacer que caiga el corazón esparció candelas y leñas por todos lados, quedando allí definitivamente para convertirse en cenizas. Se sentó cerca de la boca de este animal, esperando ser arrojado hacia fuera. Cuando el pez-serpiente lo arrojó en forma de vómito fue a para en la tierra. Cuando despertó estaba entre las hierbas de la tierra planicie. Y, aquellas personas que se encontraban muy debilitados por haber sido víctima de este pez-serpiente con anterioridad de este señor valiente, también fueron arrojadas juntas.

En la actualidad, se cree que su cría está creciendo y se va a hacer muy grande. Esto se debe a que se está regenerando de una escama. En todas partes se escucha que pini ya volvió a través de su cría pero al momento no ha podido matar a nadie porque se encuentra alojado en una gran cueva y se cree que su cabeza gira en dirección al río Santiago.

### Pini en el lago de Elen Pata

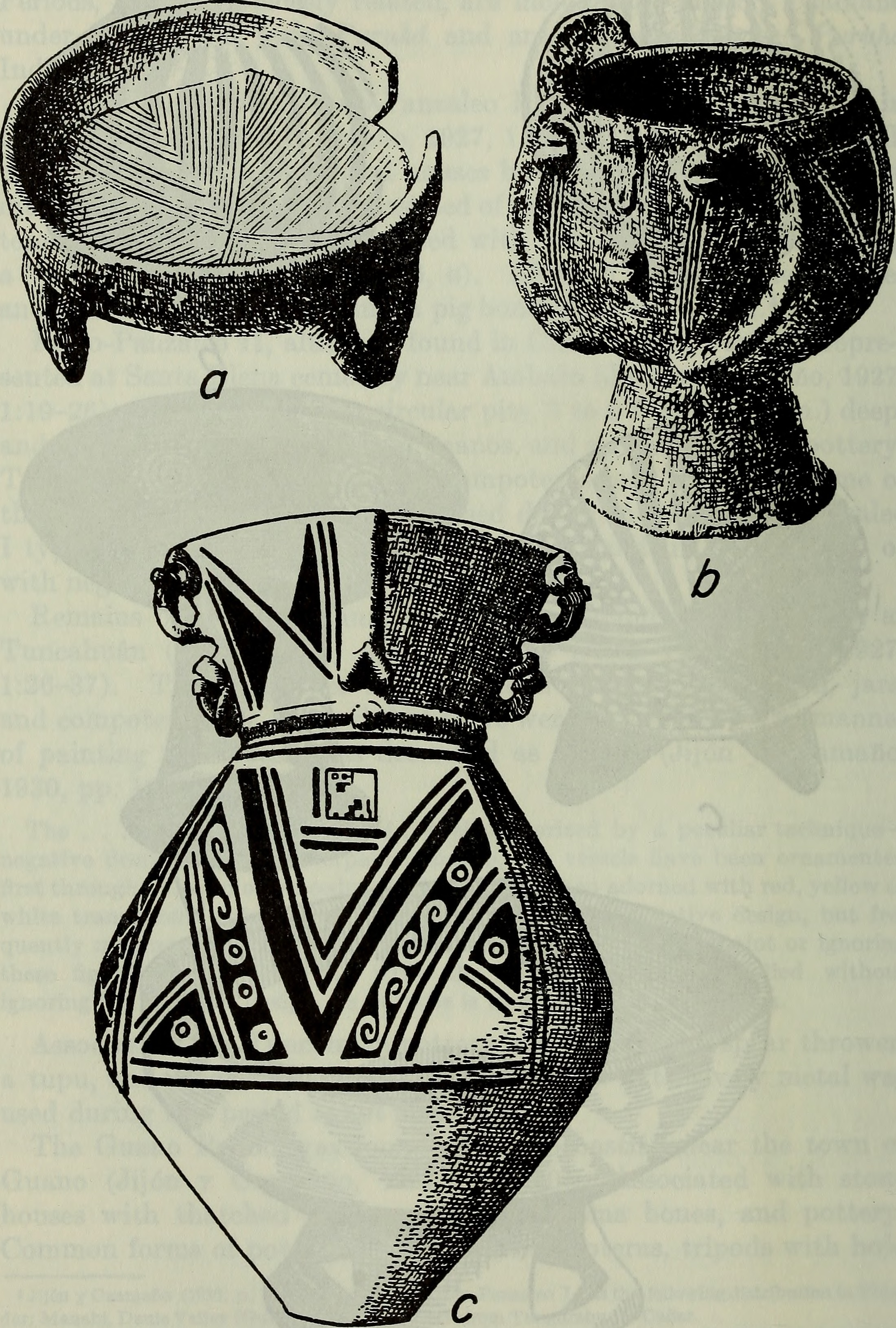
Cerámica Puruhá del periodo Elenpata

La tercera versión vincula a Pini con la cultura puruhá y en consecuencia con los andes de Ecuador. Aquí sin embargo si relación con el agua se mantendría puesto que el mito se llevaría a cabo en un manantial. Se cree que este manantial se refiere a un gran lago en el que había grandes peces y que en él estuvo el edén bíblico, que las vírgenes solían sacrificarse en el Elén Pata. Esto se encontraba al pie de la colina de Lluishi, sin embargo, fue destruido en una de las erupciones del Chimborazo. En la actualidad no son vírgenes sino aves que se sacrifican en la laguna del Hatillo o Atillo. Este hecho se conoce como Pilluno o Estrellada, describiendo el fenómeno de como las aves se estrellan en el agua para morir del 8 al 15 de septiembre de cada año. Este hecho era conocido puesto que las comunidades iban al lugar después de lo ocurrido y tomaban las carnes de las aves y las consumían, teniendo fuente de alimento por mucho tiempo.Arqueológicamente Elen Pata es un lugar muy importante y por los hallazgos encontrados es considerada como una de las etapas dentro de la historia del pueblo Puruhá como Tuncahuán o San Sebastián.
La cerámica de Elen Pata fue descrita por José Rumazo cuando se realizaron las primeras excavaciones arqueológicas, de la siguiente manera:

Elenpata representa el más grande desarrollo de las culturas que se sucedieron en Puruhá, siendo enteramente exclusivo de esta región del Ecuador que ya después de poco fue dominada por los Incas. [...] Pertenece más directamente al pasado histórico de esa llanura del Chimborazo que había tenido relaciones de unidad con el norte y la costa, como en los tiempos de la cultura de Protopanzaleo I, o que estuvo comprendida en el largo territorio que va desde el Guaillabamba hasta el Azuay, como en Protopanzaleo II. En los extensos cementerios de Elenpata, pueblecito junto al río de Guano, se ha encontrado el variado y rico ajuar funerario y doméstico de esta cultura que debió comenzar a florecer por el siglo IX de nuestra era.
José Rumazo - Ecuador en la América Prehispánica

### Pini y el diluvio universal

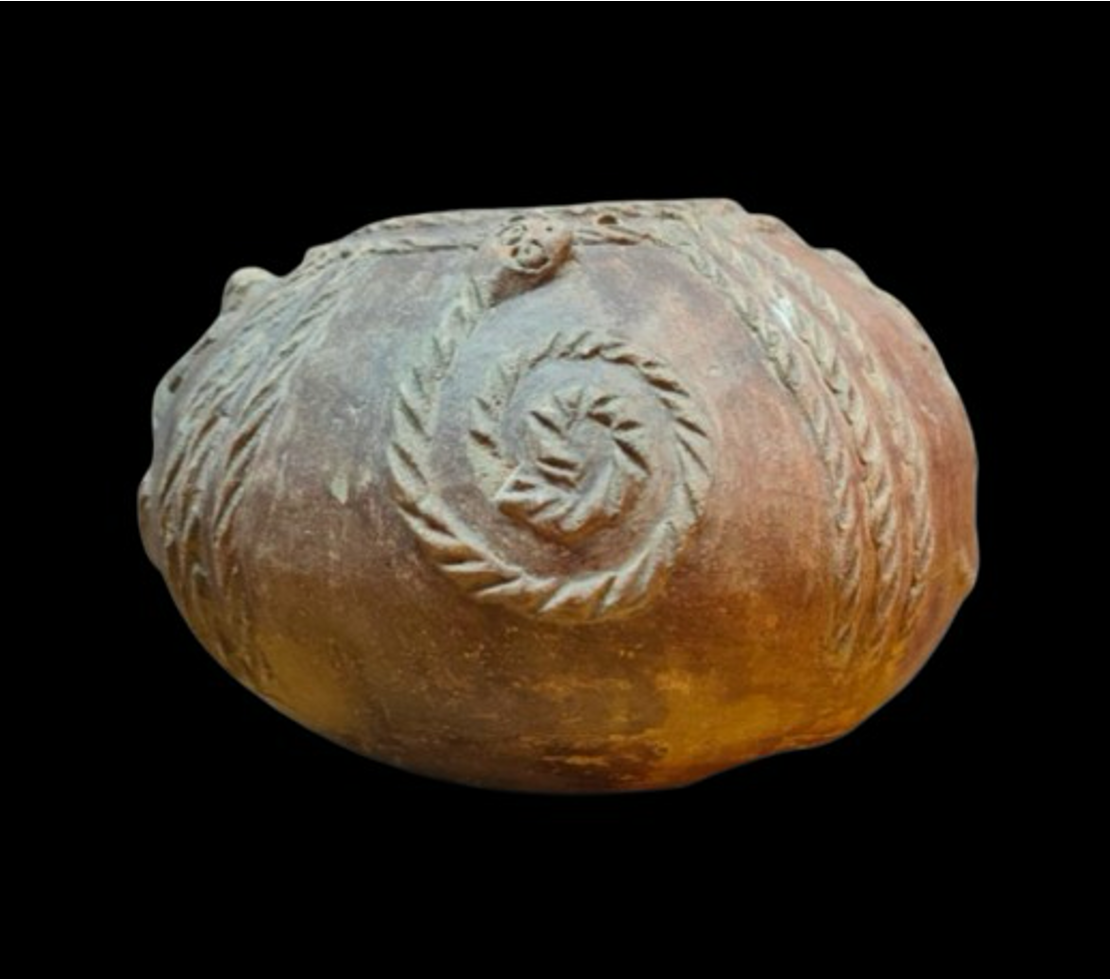
Olla Milagro Quevedo con una representación de Pini

Uno de los mitos de la cultura Quitu más recurrentes que se relacionan con Pini es el del diluvio universal llamado en lengua tsafiqui pillumaanu shutimbu. Esta palabra se descompone en pilu que significa poza de agua, maanu el acto de la inundación, en conjunto se lo interpreta como hinchazón y shutimbu hace referencia a lo repentino del hecho. Se cree que Pachaeacha tenía varios hijos que se enfrentaron a la serpiente. Al cazarla provocaron que ella vomite agua e inunde el mundo. Por esto tuvieron que refugiarse en el Rucu Pichincha. Esto ocurrió en piyaynu, es decir hubo una demora muy grande en el río para volver a su cause. Se quedaron en la cima del Pichincha refugiadose y enviaron a una ave mensajera llamada Ullaguanga o galllinazo. Cuando no retornó porque se quedó comiendo cadáveres de animales que murieron en el diluvio, se dieron cuenta de que todo ya había pasado.

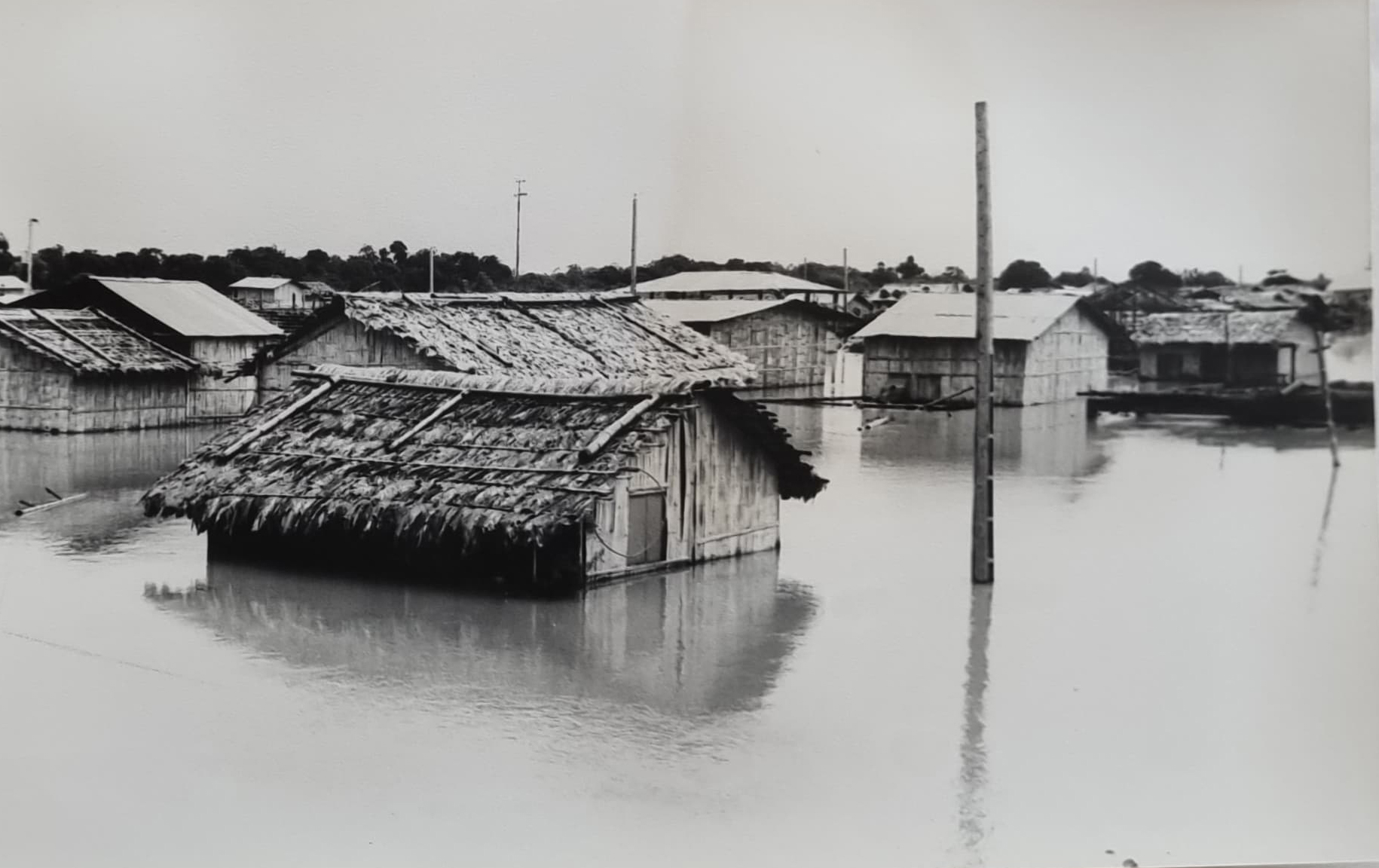
Babahoyo durante el Fenómeno del Niño, donde habitó la cultura Milagro Quevedo

La relación simbólica entre Pini y el diluvio universal está en el hecho de la renovación. Se cree que los ancestros o matutatas emergerían del agua por lo que el diluvio corresponde a un segundo nacimiento. La serpiente como animal nace otra vez cuando renueva su piel. Simbólicamente puede hacer que el mundo nazca nuevamente a través del diluvio. Su hogar está siempre en manantiales por donde el agua se abre y brota, muchas veces de manera repentina. Algunos de los manantiales que tienen estas características fueron llamados catequilla.Una de las representaciones más comunes en las cocinas de brujo de la cultura Milagro Quevedo es justamente la serpiente. Estas vasijas con mucha decoración simbólica se cree, fueron usadas en ceremonias de fertilidad y la inhumación de sus gobernantes. Están repletas de representaciones de que se vinculan a deidades de la lluvia y del inframundo, entre ellas, la más notoria es la serpiente que muchas veces se la representa con doble cabeza.Aunque no se conoce a ciencia cierta la familia lingüística del idioma de los chonos, se cree que estaba emparentado con el tsafiqui, lengua de los tsáchilas, por lo que se usa la palabra Pini para referirse a la serpiente que se representa en esta cerámica. Esta cultura enfrentaba continuamente inundaciones de la cuenca del Río Guayas por lo que desarrolló técnicas de ingeniería como la construcción de tolas (montículos) y camellones, probablemente aprendidas de la Cultura Chorrera.

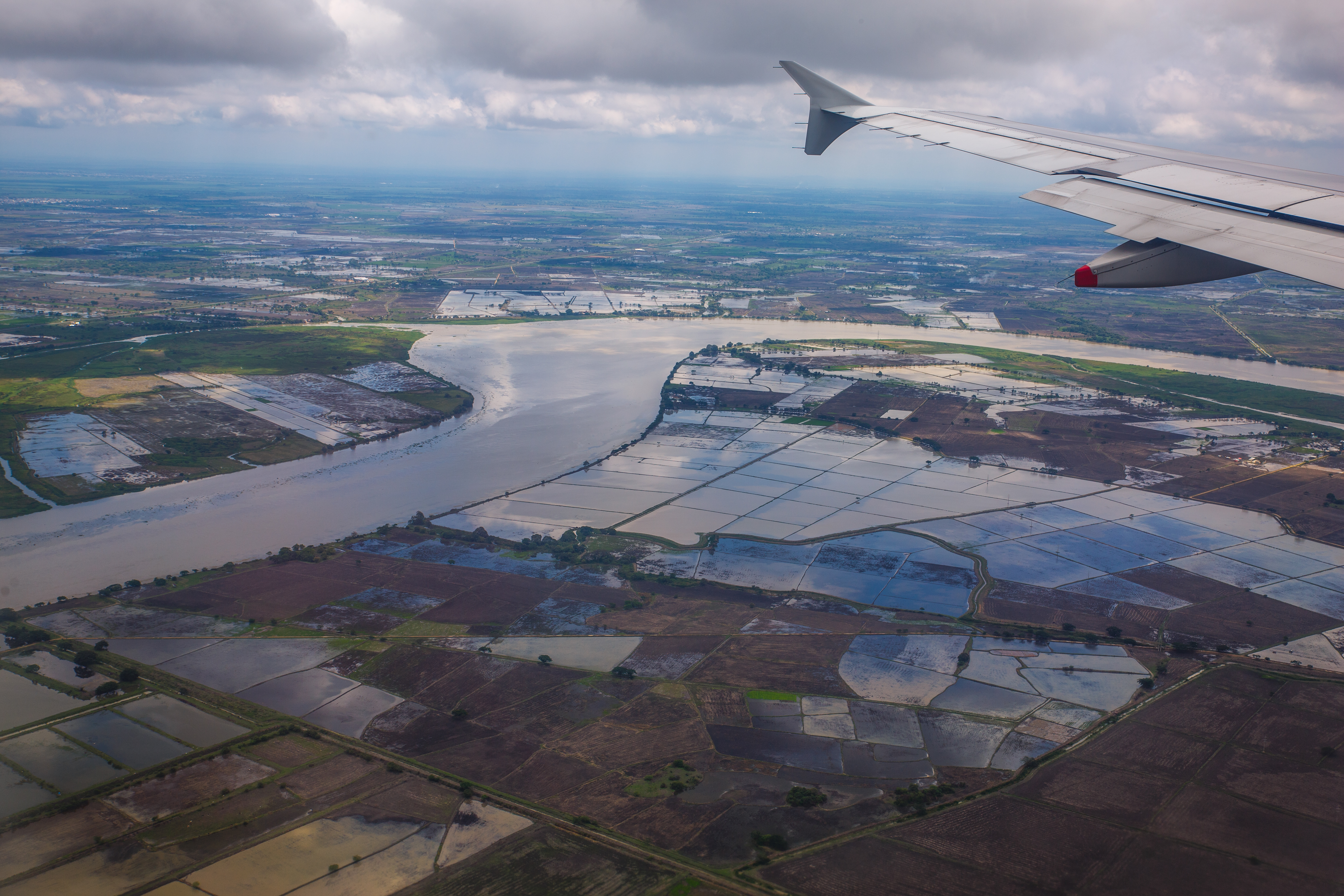
Plantaciones en Los Ríos

Además del mito Quitu sobre el diluvio universal causado por una serpiente, existen también otras culturas que relacionan a este animal con esta catástrofe como es el caso de los Cañaris y los Shuar. En ambas culturas la familia lingüística no es la barbacoana por lo que el nombre de la serpiente no es Pini, sin embargo el patrón del mito es similar. En el caso de los Cañari, a la serpiente la llaman Kar, y se cree emergió de un lago y puso dos huevos de donde nacería toda la estirpe cañari. En el caso de los Shuar, se cree que la primera tzantza fue hecha de una serpiente a la que cazaban.

### Zayamá piní o el domador de serpientes
Existe además el rol social de un domador de serpientes en la cultura tsáchila llamado Zamayá piní. Es una persona que conoce las distintas variedades de serpiente con el fin de distinguir cuáles se podrían domar y cuáles no. Además desarrollan una técnica para agarrarlas vivas sin lastimarse. Para ello usan un palo delgado con aberturas en los extremos, buscan controlar el cuello y evitar mordeduras. En la actualidad esto puede ser observado por turistas en donde se narra la historia y cultura tsáchila y la importancia de la serpiente pini, no solo en lo mitológico sino también en lo medicinal. Muchas de estas serpientes sirven para crear antídotos naturales, para ello deben ser peladas, se les corta la cabeza y el rabo, después se les pone en alcohol etílico por un año y medio. También son usadas para limpiar el espanto en ceremonias curativas. Otro de sus usos es el de cicatrizante y tiene beneficios dermatológicos para controlar granos.

## Relaciones con otros mitos

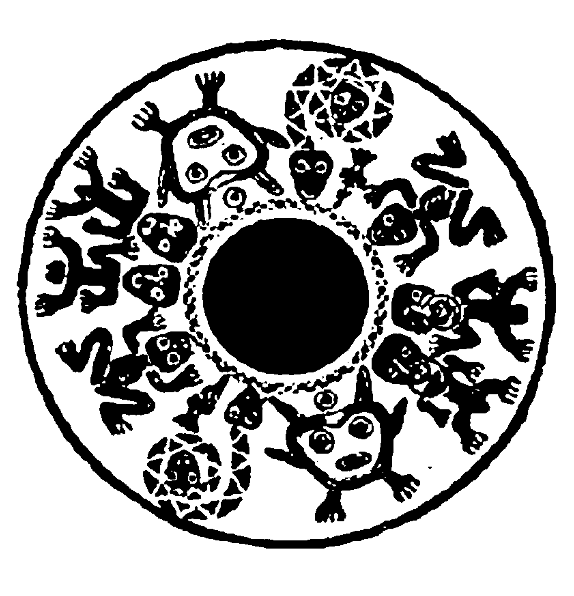
Representación de serpientes y ranas en las Cocina de Brujo de los chonos

Pini o el pez-serpiente ha sido representado en muchas ocasiones en la cerámica de las culturas que creían en su existencia. En concreto existen vasijas Puruhás que representan una serpiente que se está hundiendo y surgiendo del agua al mismo tiempo. De igual forma, las cocinas de brujo de la cultura Milagro Quevedo representaban frecuentemente a serpientes y ya que por etnia y lengua se relacionan con los Chahis y Tsáhilas, se ha conjeturado que pueda tratarse de Pini, el ser mitológico. Junto con los sapos, las serpientes son el símbolo más frecuente en la cerámica ceremonial de esta cultura, que está relacionado con los brujos que tenían no solo poder de curanderos sino muchas veces poder político en la comunidad. Se creía pues que habitaba las Pilu, o pozas de Catequil donde se debía lanzar el catequillado en los rituales de iniciación. Pini era el último animal al que debía enfrentar en este ritual para poder conectarse con sus matutatas, o antepasados.Estaba además relacionado simbólicamente con el mito de Pillallau, según Alfredo Costales: "En la trama sinuosa y envolvente de Pillallau, aparecen los símbolos de Pini, la serpiente semilla de la raza elemento fuego; es decir los elementos agua y fuego son los contenidos del piguayo divino o tasqui de vida." En esta cita tasqui o piguayo hace referencia a una cerámica ceremonial que se usaba en la cultura Puruhuá con similar función que las cocinas de brujo de los chonos.

## Representaciones literarias
La serpiente ha sido retratada en reiteradas ocasiones en la literatura de Ecuador. Una de las más representativas es en la novela Siete lunas y siete serpientes de Demetrio Aguilera Malta donde narra como dos Tin tines se enfrentan a serpientes, desarrollando el simbolismo de este animal mítico y su relación con la sexualidad, fertilidad y el agua. De la misma forma el escritor Adalberto Ortiz escribiría el poema Contra´e culebra, publicado en 1984 junto a libro La niebla encendida.